# Håtjärnen (Lima socken, Dalarna, 677529-135079)
Håtjärnen är en sjö i Malung-Sälens kommun i Dalarna och ingår i Dalälvens huvudavrinningsområde.